# China National Pharmaceutical Group
China National Pharmaceutical Group или Sinopharm (中国医药集团总公司, «Китайская национальная фармацевтическая группа») — крупнейшая китайская фармацевтическая корпорация, входит в число крупнейших компаний страны и мира. Основана в 1998 году, штаб-квартира расположена в Пекине, контрольный пакет акций Sinopharm принадлежит SASAC.
China National Pharmaceutical Group является шестым по величине в мире производителем вакцин и поставщиком 80 % вакцин для китайской программы иммунизации. В состав China National Pharmaceutical Group входят более 1,5 тыс. дочерних компаний и филиалов, а также 6 листинговых компаний, которые занимаются научными исследованиями, производством, логистикой и дистрибуцией лекарств и средств традиционной медицины (анестетики, антибиотики, психотропные, противоопухолевые, противоинфекционные, сердечно-сосудистые  и респираторные препараты), производством и обслуживанием медицинского оборудования (рентгеновские аппараты, тестовые наборы), финансовыми услугами и международными поставками, организацией выставок и конференций, а также управляют сетями складов и аптек. Через свои логистические центры Sinopharm обслуживает свыше 230 тыс. корпоративных клиентов.

## История
China National Pharmaceutical Group основана в 1998 году путём объединения государственных фармацевтических и медицинских активов — China National Pharmaceutical Corporation, China National Pharmaceutical Industry Corporation, China National Pharmaceutical Foreign Trade и China National Medical Device. В 2009 году в состав группы также вошла China National Biotec Group.
В 2020 году China National Pharmaceutical Group и её структурные подразделения (China National Biotec Group и Wuhan Institute of Biological Products Co.) стали одним из главных центров разработки китайской вакцины от COVID-19.
8 мая 2021 года вакцина от COVID-19, производимая компанией Sinopharm, получила одобрение от ВОЗ и стала первой одобренной вакциной от COVID-19, которую произвели не в странах Евросоюза. В сентябре 2021 года Sinopharm договорилась о создании фармацевтического предприятия по изготовлению китайской вакцины против COVID-19 в Венгрии.

## Деятельность
China National Pharmaceutical Group занимается дистрибуцией и логистикой медицинских товаров (через Sinopharm Group), розничными продажами лекарств (через Guoda и другие аптечные сети), разработкой биологических препаратов (через шесть институтов биологических препаратов), разработкой фармацевтических препаратов (через Sinopharm United Engineering Corporation), производством фармацевтической продукции (через China National Pharmaceutical Industry), производством химических реактивов (через Sinopharm Chemical Reagent Co.), производством средств традиционной китайской медицины (через China National Corporation of Traditional and Herbal Medicine), производством медицинского оборудования (через China National Scientific Instruments and Materials Corporation и China National Medical Equipment Industry Corporation), экспортом и импортом медицинских товаров (через China National Pharmaceutical Foreign Trade Corporation), проведением медицинских выставок и конференций (через Reed Sinopharm Exhibition).

## Структура

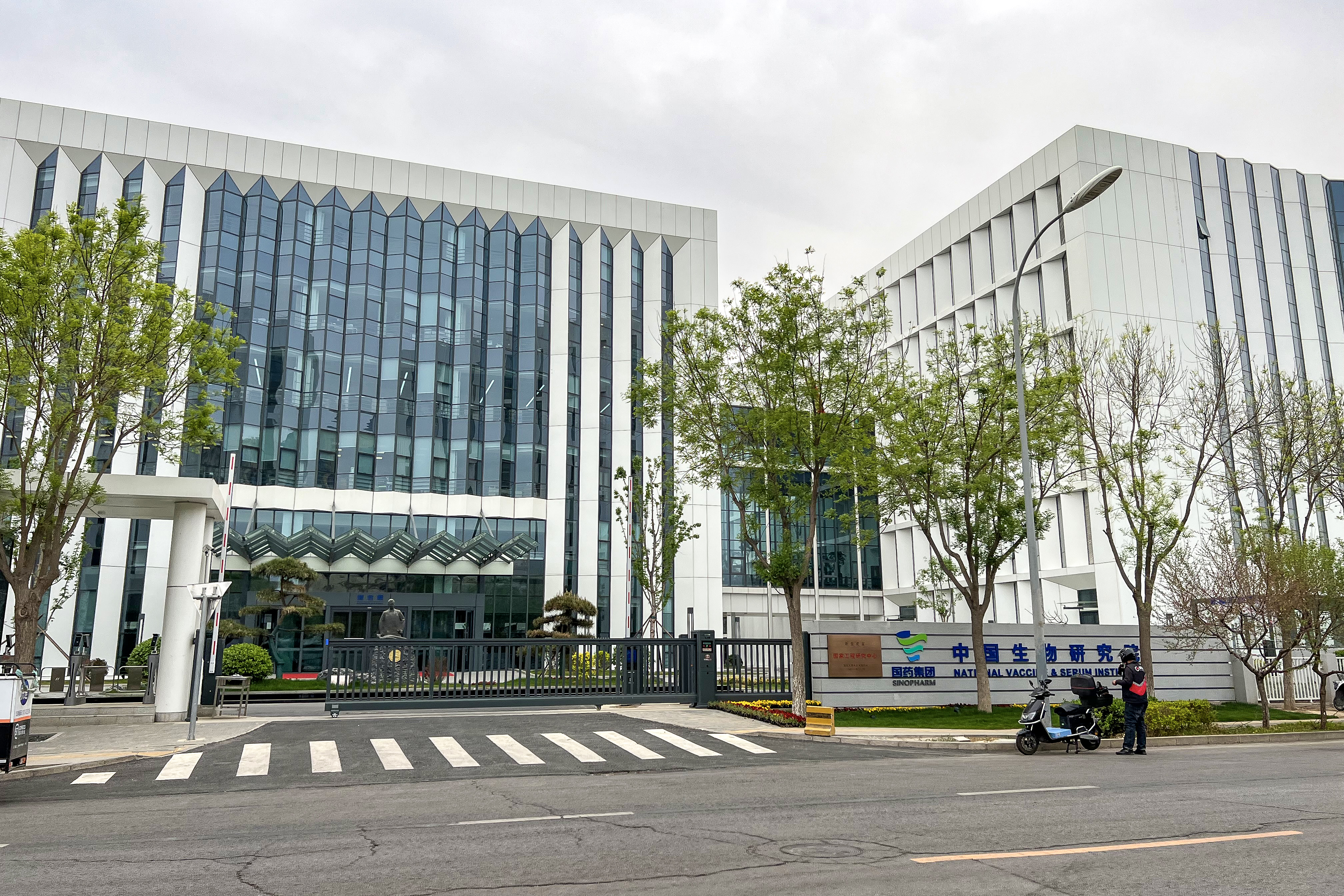
Национальный институт вакцин и сывороток компании Sinopharm

China National Pharmaceutical Group прямо или косвенно контролирует шесть компаний, акции которых котируются на фондовых биржах:
- Sinopharm Group или Sinopharm Holding (через совместное предприятие CNPGC и Fosun Pharma)
- China Traditional Chinese Medicine Holdings (через Sinopharm Group Hongkong Co.)
- Beijing Tiantan Biological Products (через China National Biotec Group)
- Shanghai Shyndec Pharmaceutical
- Shenzhen Accord Pharmaceutical
- China National Medicines Corporation

Также в состав China National Pharmaceutical Group входят:
- China National Pharmaceutical Corporation
- China National Pharmaceutical Industry (Sinopharm CNPIC)
  - Beijing Zhong Xin Pharmaceutical Company
  - Xi'an Topsun Group
  - Yunnan Pharmaceutical Group
- China National Pharmaceutical Foreign Trade Corporation
- China National Biotec Group (CNBG)
- China National Medical Equipment Industry Corporation
- China National Medical Device
- China National Scientific Instruments and Materials Corporation (Sinopharm CSIMC)
- China National Corporation of Traditional and Herbal Medicine (Sinopharm TCM)
- China Sinopharm International Corporation
- Sinopharm Chemical Reagent Co.
- Sinopharm Industrial Investment
- Sinopharm United Engineering Corporation
- Sinopharm Group Hongkong Co.
- China Pharmaceutical Advertising Company
- Reed Sinopharm Exhibitions Co. (совместное предприятие Sinopharm и британской компании Reed Exhibitions)

Главными научно-исследовательскими учреждениями CNPGC являются Китайский государственный институт фармацевтической промышленности, Пекинский институт биологических продуктов, Уханьский институт биологических продуктов, Шанхайский институт биологических продуктов, Институт биологических продуктов Чэнду и Сычуаньский промышленный институт антибиотиков (Чэнду). Sinopharm выпускает научный журнал Chinese Journal of New Drugs (Китайский журнал новых лекарств).
Фармацевтические фабрики China National Pharmaceutical Group расположены в Пекине, Ухане, Сиане, Вьетнаме и Малайзии. Под управлением China National Pharmaceutical Group работает свыше 5,1 тыс. сетевых аптек (сети Guoda, Jinxiang, Dadesheng и Tianyitang), ряд медицинских центров в провинциях Хэнань, Хубэй, Ляонин и Хэйлунцзян (в общей сложности более 10 тыс. коек), а также больницы и мобильные клиники в Мьянме и Камбодже. Sinopharm TCM имеет в Китае обширные плантации дуба, эвкоммии, магнолии, женьшеня, аконита и лакрицы.